# Fausto Atti
Fausto Atti (Bologna, 1900 – Trebbo di Reno, 27 marzo 1945) è stato un politico e rivoluzionario italiano, comunista ed internazionalista.

## Biografia
Nato nel 1900 a Bologna, bracciante poi operaio, nel 1921 aderì al Partito Comunista d'Italia (PCd'I). Il consolidamento del regime fascista gli rese difficile la vita e, nel 1927, lo costrinse a emigrare a Bruxelles. Partecipò alla fondazione della Frazione di sinistra del PCd'I e ne sostenne l'attività, fino al 1940 quando, arrestato dalla polizia tedesca, fu deportato prima in Germania e poi, trasferito in Italia, fu confinato all'isola di Ventotene.
Liberato dopo la caduta di Mussolini (25 luglio 1943), entrò nel Partito Comunista Internazionalista, di cui fu responsabile in Emilia. In contatto con i partigiani dell'Appennino tosco-emiliano, sostenne la necessità di rompere con i partiti del Comitato di Liberazione Nazionale (CLN) e di costituire squadre autonome di difesa proletaria, che si opponessero al reclutamento e ai rastrellamenti della Repubblica fascista di Salò.
La sua attività provocò la violenta reazione del Partito Comunista Italiano (PCI) di Palmiro Togliatti che, il 27 marzo 1945, lo fece assassinare a Trebbo (Bologna), dove abitava, cercando di far passare l'assassinio come «un regolamento di conti tra fascisti».